# Médaille commémorative de guerre pour les campagnes de 1870-71

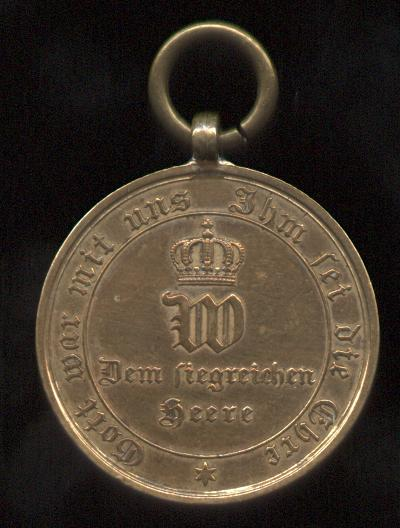
Médaille commémorative de guerre 1870/71 pour les combattants, avers

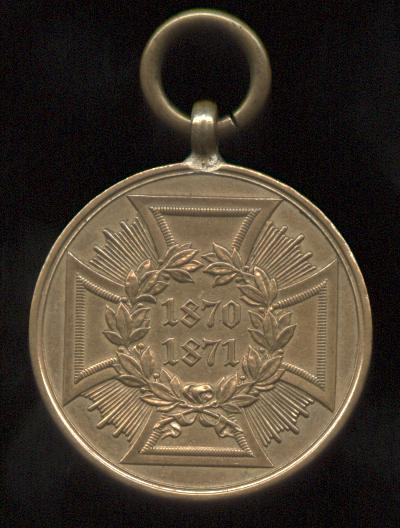
Médaille commémorative de guerre 1870/71 pour les combattants, revers

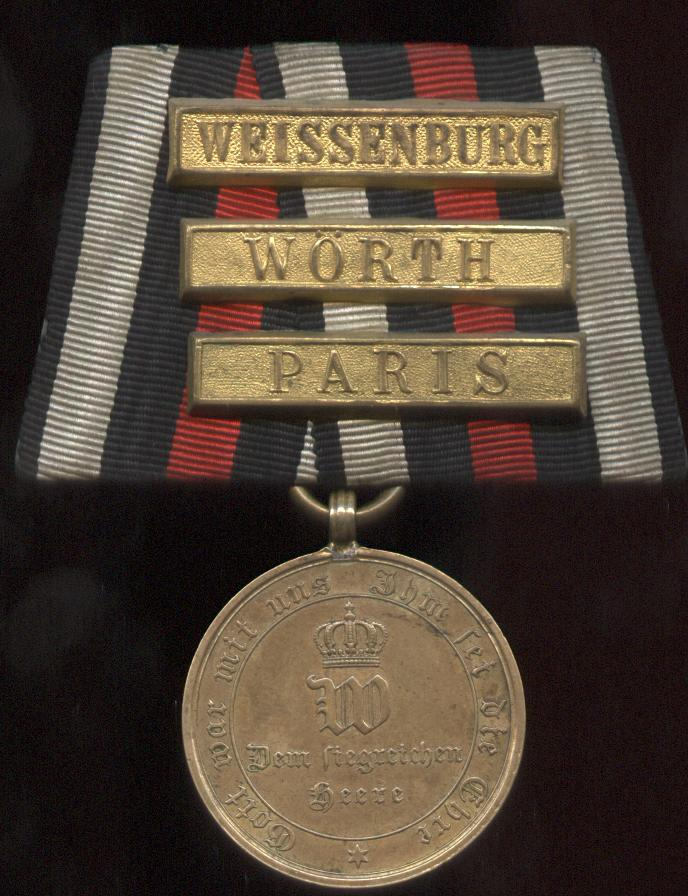
Médaille commémorative de guerre 1870/71 avec agrafes de bataille de Wissembourg, Woerth et Paris

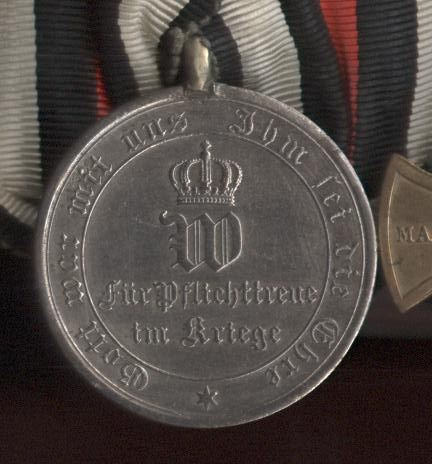
Médaille commémorative de guerre 1870/71 pour non-combattants, avers avec inscription de dédicace différente

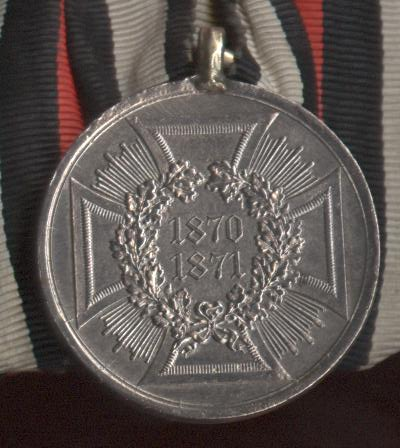
Médaille commémorative de guerre 1870/71 pour non-combattants, revers avec une couronne de chêne différente au lieu d'une couronne de laurier

La Médaille commémorative de guerre pour les campagnes de 1870/71 est créée par l'empereur Guillaume Ier le 20 mai 1871 pour les combattants et les non-combattants et décernée à tous les membres des armées allemandes qui ont pris part à une bataille ou à un siège pendant la guerre de 1870/71 ou qui ont traversé la frontière vers la France à des fins militaires, ainsi qu'à tous les membres de la marine qui ont pris part à une bataille pendant cette guerre et aux membres de l'équipage de l'Augusta qui ont servi sur le navire du 11 décembre 1870 au 2 mars 1871.
Il n'est pas tout à fait clair si cette première distinction établie après la fondation de l'Empire allemand est celle du même Empire ou celle du royaume de Prusse. Bien que les rois de Prusse n'aient jamais utilisé le titre d'empereur lors de l'attribution des ordres prussiens, cette médaille commémorative est expressément offerte par Guillaume Ier en tant qu'empereur avec le contreseing du chancelier impérial et est également payée par le budget de l'Empire (RGBl. 1871 n° 22, p. 103 ; publication n° 642) ; La même chose se produit avec les pièces commémoratives et les médailles du mérite ultérieures, qui sont également principalement données pour des actions militaires. Les couleurs du ruban noir, blanc et rouge sont également les couleurs du nouvel Empire allemand, et la récompense générale décernée à tous les membres, y compris ceux des contingents de l'armée non prussienne, montre clairement qu'il s'agit d'un honneur conféré par l'Empire allemand. Le fait que l'initiale à l'avers de cette pièce commémorative soit couronnée de la couronne royale prussienne est probablement dû au fait que le dessin de la couronne impériale – qui n'a jamais existé en réalité mais n'était utilisée que comme symbole pictural – n'a pas encore été déterminé à cette époque.

## Apparence
Pour les combattants, la médaille est réalisée à partir du bronze de canons de fusils capturés et présente à l'avers l'initiale W (Wilhelm) surmontée d'une couronne royale. Ci-dessous l'inscription Dem siegreichen Heere et autour d'elle Gott war mit uns, Ihm sei die Ehre. Le revers représente une croix à rayons entre les quatre bras et sur son écu central les années 1870 et 1871 entourées d'une couronne de laurier. Le bord de la pièce est gravé avec : AUS EROBERTEM GESCHUETZ. La médaille pour les non-combattants est en acier, avec seulement quelques variations mineures. Au milieu se trouve l'inscription Für Pflichttreue im Kriege et au revers se trouve une couronne de chêne.

## Port de la médaille
La médaille est portée sur la poitrine gauche sur un ruban noir avec une bordure blanche et une bande rouge au milieu. Pour les non-combattants, le ruban est le même que pour la médaille du combattant, sauf que pour les responsables militaires et les personnes qui ne sont pas membres des forces armées, la médaille du non-combattant est également portée sur un ruban spécial pour non-combattants, qui est blanc avec des bords noirs et une bande rouge au milieu

## Agrafe de bataille
Le 18 août 1895, à l'occasion du 25e anniversaire de la victoire, les agrafes de bataille suivantes sont offertes en plus de la médaille
- Bataille de Wissembourg
- Bataille de Forbach-Spicheren
- Bataille de Frœschwiller-Wœrth
- Bataille de Colombey-Nouilly
- Bataille de Vionville-Mars la Tour
- Bataille de Gravelotte-Saint-Privat
- Bataille de Beaumont
- Bataille de Noisseville
- Bataille de Sedan
- Bataille d'Amiens
- Bataille de Beaune-la-Rolande
- Bataille de Villiers
- Bataille de Loigny-Poupry
- Bataille d'Orléans
- Bataille de Beaugency-Cravant
- Bataille de l'Hallue
- Bataille de Bapaume
- Bataille du Mans
- Bataille de la Lisaine
- Bataille de Saint-Quentin
- Bataille du Mont Valérien
- Siège de Strasbourg
- Siège de Paris
- Siège de Belfort
- Siège de Metz

Les fermoirs sont en laiton plaqué or ou en bronze plaqué or et étaient (uniquement) autorisés à être attachés au ruban de la Médaille du Combattant. Pour participer à plusieurs batailles, les fermoirs étaient attachés les uns aux autres. Les agrafes de bataille devant être achetées ultérieurement par les récipiendaires à leurs propres frais, elles sont beaucoup plus rares que la médaille décernée par l'État.

## Divers
Tous les originaux décernés de la Médaille du Combattant portent l'inscription sur la tranche AUS EROBERTEM SCHUETZ, car ils sont fabriqués à partir d'environ 280 quintaux de canons de bronze français capturés. Les médailles en acier pour non-combattants n'ont pas d'inscription sur la tranche. Il existe un grand nombre de médailles de combattant contemporaines qui ne portent pas d'inscription sur le bord et où l'anneau du ruban est attaché à une boucle plus étroite et non rainurée. Il s’agit de copies en double qui pouvaient être achetées dans le commerce à cette époque et que les bénéficiaires acquéraient à leurs frais. Ces pièces de rechange ou de remplacement sont également disponibles dans une version de luxe plaquée or – et à l'époque, tout aussi chère.